# Consejo de Preservación y Desarrollo de la UCV
El Consejo de Preservación y Desarrollo de la Universidad Central de Venezuela (COPRED - UCV) es una dependencia central adscrita al Rectorado, tiene a su cargo velar por la preservación, valoración, apropiación social, difusión y desarrollo del patrimonio cultural de la Ciudad Universitaria de Caracas, en su carácter de Patrimonio Mundial, incluido en la Lista UNESCO, el 2 de diciembre de 2000.

## Cronología
Gestado por los reconocimientos nacionales de la Ciudad Universitaria de Caracas y por requerimiento de la UNESCO, a fines de otorgarle la Declaratoria Mundial a este bien, se creó el Consejo de Preservación y Desarrollo (COPRED - UCV), producto de la necesidad de reorganizar funciones, actividades y atribuciones que en materia de planta física se encontraban fragmentadas y dispersas.
Su misión es preservar y desarrollar todo el patrimonio edificado, artístico y natural de la Ciudad Universitaria de Caracas (CUC), campus principal de la Universidad Central de Venezuela, ideado por el Arq. Carlos Raúl Villanueva, así como difundir sus valores culturales en concordancia de su propia dinámica.
Igualmente, está orientado a garantizar a las generaciones, presentes y futuras, el aprovechamiento y disfrute del patrimonio cultural de la CUC, así como la transmisión y conservación de los valores tangibles e intangibles, en él representados, mediante una gestión institucional orientada al largo plazo y vinculada a criterios de sostenibilidad para reglamentar y fomentar procesos de recuperación y adecuación de la planta física con una visión integral de su problemática y administración.

## Datos Básicos
- Fecha Creación: 11 de octubre de 2000
- Directora: Arq. Aguedita Coss. (noviembre de 2023 al presente)
- Ubicación: Ciudad Universitaria de Caracas. Edificio Biblioteca Central. Piso 12. Los Chaguaramos.

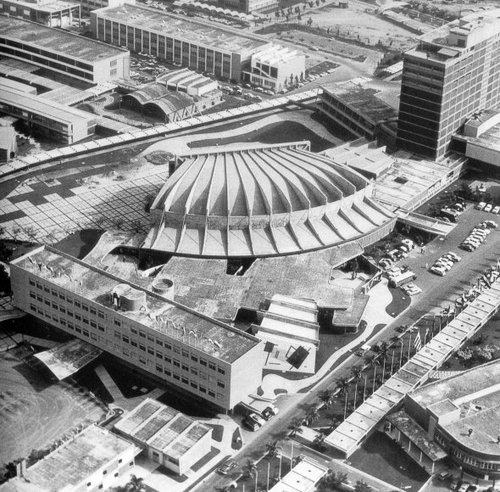
Ciudad Universitaria de Caracas. Archivo histórico